# 張達修
張達修（1906年—1983年），號篁川，別號少勳，南投縣竹山鎮人，詩人。。

## 生平
張達修明治39年（1906）5月17日出生於鹿谷鄉車輄寮（廣興村），后隨父親遷居竹山東埔臘（延平里）之醉草園，大正元年（1912）就讀林圯埔公學校羌仔寮分教場，4年結業後入林圯埔公學校，大正8年（1919）自林圯埔公學校卒業。張達修的漢詩啟蒙，傳承祖父與父親，後更遠赴臺南新化，拜師前清廩生王則修三槐堂門下，習詩文。回到故鄉之後，開始講學於坪子頂，在坪子頂青年團主辦的漢文研究會教授漢文與詩學。昭和6年（1931），應新高博惠會之聘，至集集授課。於昭和8年（1933）經王則修之薦，遠渡日本神戶，任神戶莊玉坡貿易商會秘書，同年莊玉坡經商失利，張達修於秋天返臺。於昭和9年（1933)入臺灣新聞社漢文部，主編漢文版及詩報。昭和16年（1941）赴上海世界書局，從事文化工作，戰後返臺，歷任臺中女中教員、竹山初中校長，及高雄市政府、臺灣省政府農林廳、彰化縣政府秘書、彰化自來水廠廠長、民政廳秘書（兼任臺灣省文獻委員會委員）、兵役處專員等職。
張達修能詩文擅詞章，博覽唐宋諸家大集，尤推重杜工部、陸放翁，為賈景德所器重。1963年創立中興吟社，任社長。1977年退休，1983年辭世，享年78歲，著有《醉草園詩集》，《醉草園文集》。

## 獨子的政治冤獄
張達修的獨子張振騰，1950年4月12日，就讀於臺灣省立行政專科學校（中興大學前身，現改為台北大學）時，因參加讀書會被警總抓走，被羅織參與「共匪的外圍組織」，由軍法處以「參加匪偽組織企圖顛覆政府」之罪名開始4410天政治冤獄。張達修詩作多社會寫實，於日治時期多指責日人不公平之對待，戰後卻僅描述天災損害，不敢提及國民黨政府之迫害，實因獨子被羈於綠島而有難言之隱，只能以詩「分明無妄竟成災，文字懸知是禍胎。北望稻江頻灑淚，鋃鐺有子未歸來」來發其不平之鳴。

## 外部連結
台灣古典文學家張達修手稿 （页面存档备份，存于）中央研究院 數位文化中心